# Artanavaz
L'Artanavaz est un torrent italien de la Vallée d'Aoste et un affluent du Buthier, et descend de la Vallée du Grand-Saint-Bernard. C'est donc un sous-affluent du Pô par la Doire Baltée.

## Géographie
Il naît du Petit glacier de Grand Golliaz, dans la haute Vallée du Grand-Saint-Bernard, à 2 600 mètres. Il parcourt ensuite toute cette vallée et se jette dans le Buthier dans la commune de Gignod.